# 時光與你，別來無恙
時光與你，別來無恙是一部中國大陸時裝劇，於2021年7月26日上映。由陳宥維、徐藝洋主演。該電視劇改編自改编自爱奇艺文学小说《追光》。內容主要是一位商學院學生與一位書咖老闆從最初高冷的形象，隨著長期的互相守護，日久生情最終走到一起。